# Galaktyka Panna A
Panna A (znana również jako Messier 87, M87 lub NGC 4486) – wielka galaktyka eliptyczna znajdująca się w gwiazdozbiorze Panny w odległości około 53 milionów lat świetlnych od Ziemi. Jest to największy i najjaśniejszy obiekt w obrębie gromady galaktyk w Pannie. Została odkryta 18 marca 1781 przez francuskiego astronoma Charles’a Messiera.
Galaktyka ta należy do klasy galaktyk aktywnych ze względu na procesy zachodzące w jej jądrze i jest źródłem silnej emisji w szerokim zakresie widmowym, w szczególności radiowym , i jest najbliższą nam radiogalaktyką. Masa tej galaktyki zawarta wewnątrz promienia o rozmiarze 32 kpc została oszacowana na (2,4 ± 0,6)×1012 mas Słońca. Ocenia się, że M87 może zawierać do 100 bilionów gwiazd.
W galaktyce tej zaobserwowano supernową SN 1919A.

## Dżet

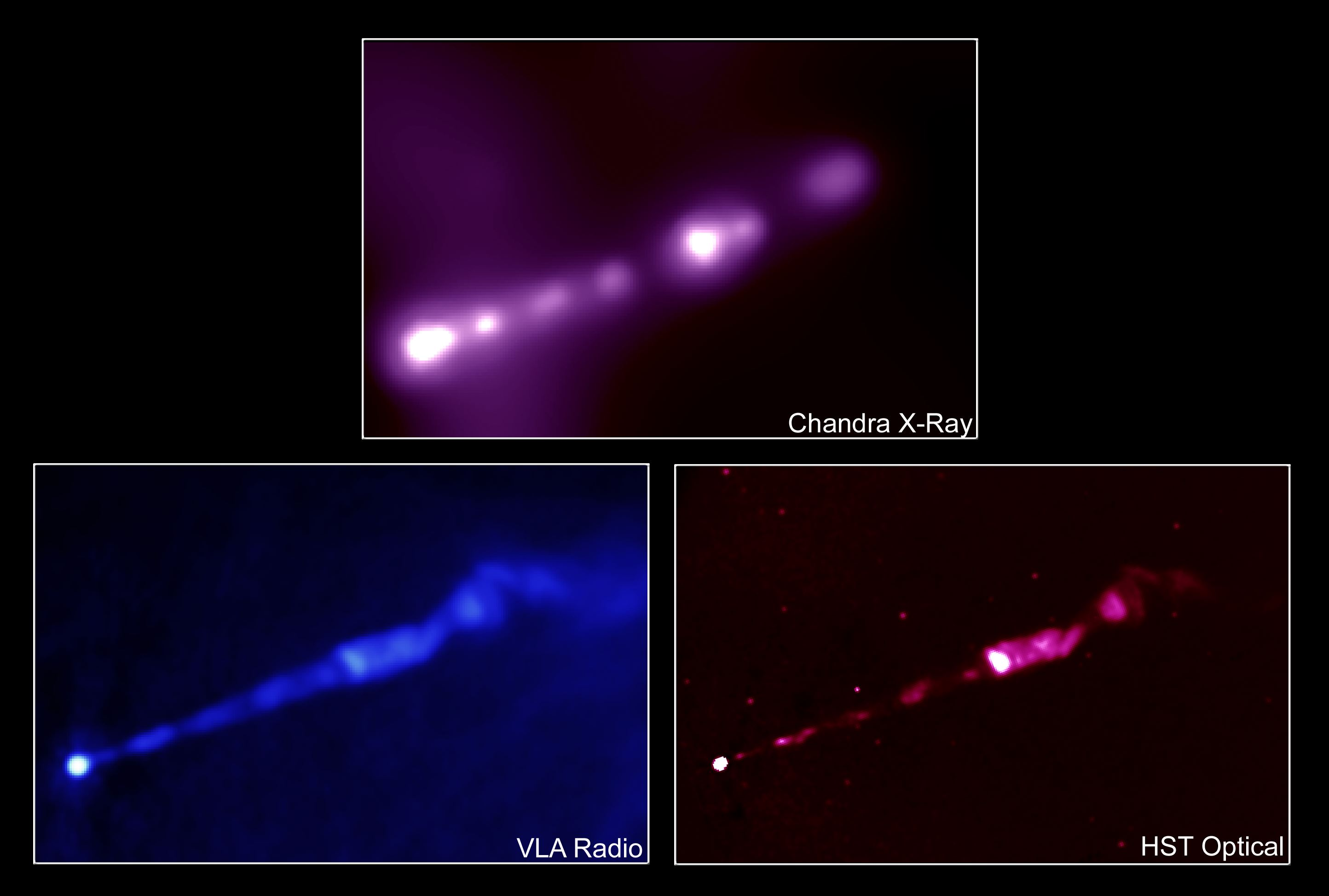
Energetyczny dżet z M87 w trzech długościach fal: na górze – promienie rentgena (Chandra X-ray), na dole po lewej – fale radiowe (Very Large Array), na dole po prawej – światło widzialne (HST)

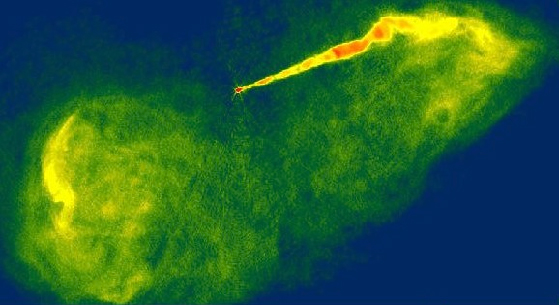
Obraz dżetu w falach radiowych

Dżet tej galaktyki został zaobserwowany w roku 1918, kiedy Heber Curtis zarejestrował dziwną prostą smugę wychodzącą z jądra. Dżet ten rozciąga się na odległość co najmniej 5000 lat świetlnych i świeci w zakresie optycznym, radiowym, rentgenowskim i gamma. Odkryto także emisję dżetu w zakresie TeV – wysokoenergetycznego promieniowania gamma – przy pomocy obserwatorium HESS.
Świecenie dżetu w zakresie radiowym i optycznym spowodowane jest przez promieniowanie synchrotronowe, wysyłane przez wysokoenergetyczne elektrony poruszające się po spiralnych torach wzdłuż pól magnetycznych, po raz pierwszy wykryte w 1956 roku przez Geoffreya R. Burbidge’a. Świecenie dżetu w wyższych energiach spowodowane jest najprawdopodobniej zjawiskiem Comptona – ponownymi zderzeniami fotonów synchrotronowych z wysokoenergetycznymi elektronami , ale możliwa jest też dominująca rola par elektronowo-pozytonowych produkowanych w pobliżu centralnej czarnej dziury .

## Aktywne jądro

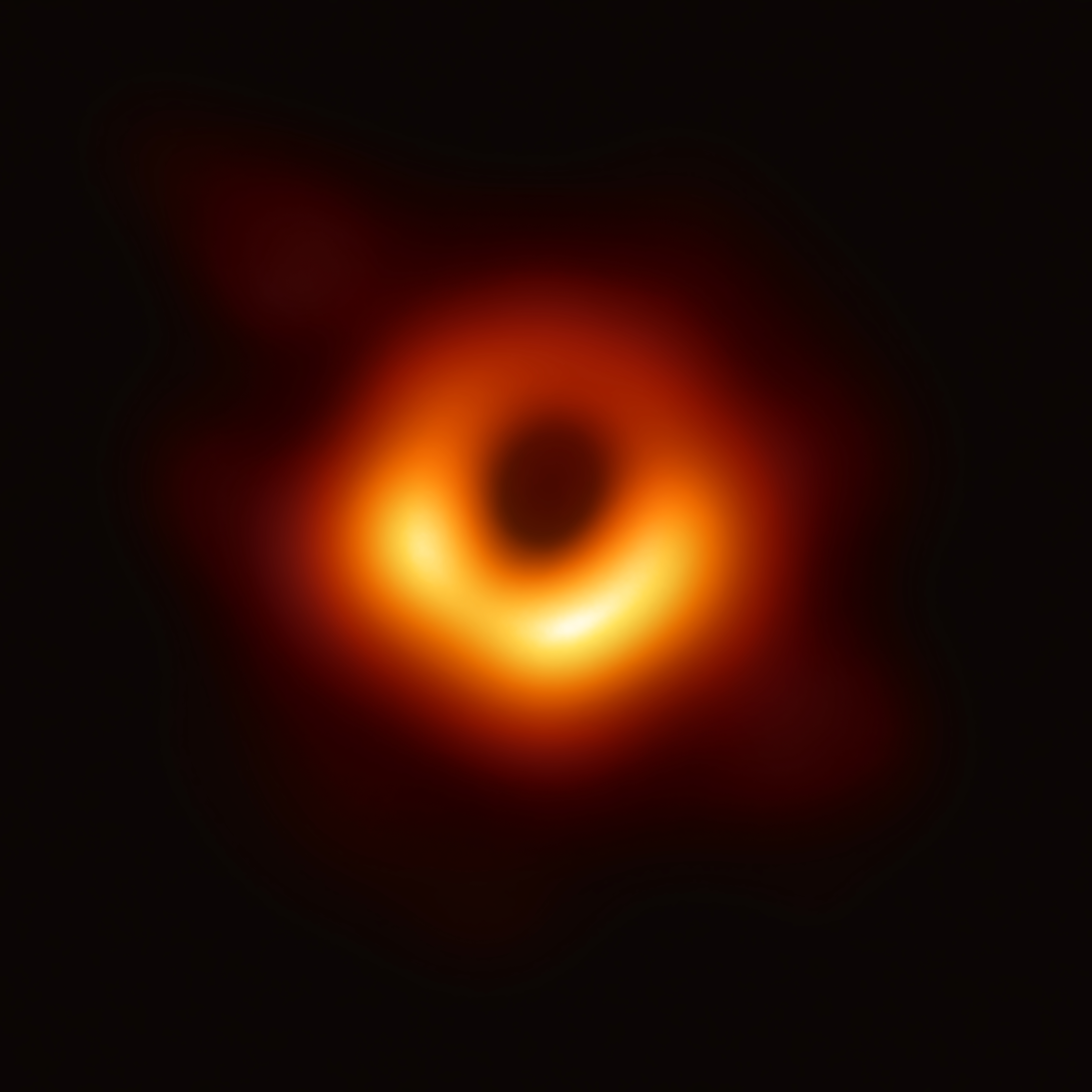
Obraz czarnej dziury w centrum M87 uzyskany za pomocą Teleskopu Horyzontu Zdarzeń

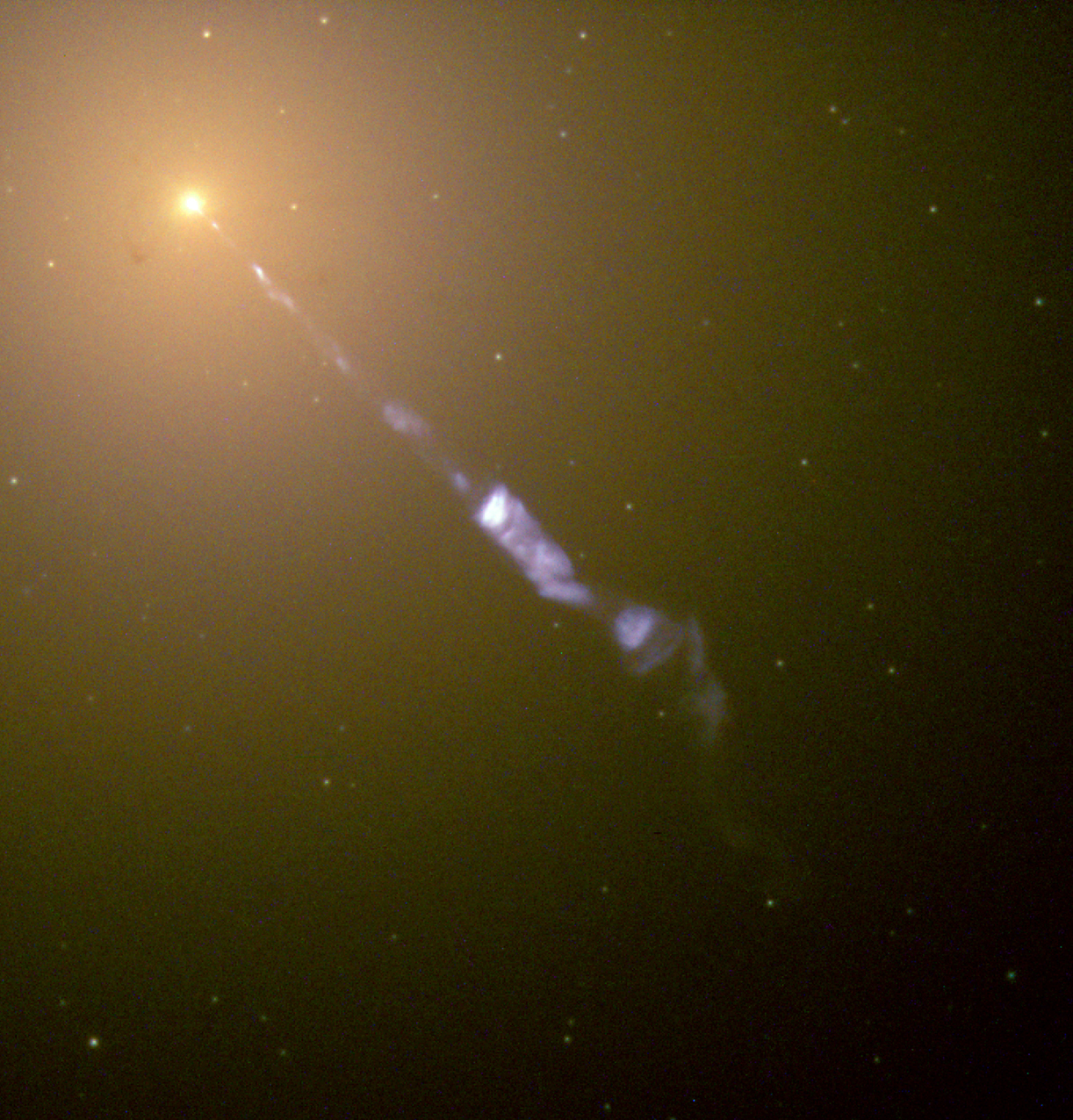
Zbliżenie jądra i dżetu

Istnienie dżetu jest tylko jednym z przejawów aktywności jądra galaktyki M87. Obserwacje rentgenowskie wykonane przy pomocy satelity Chandra pokazały złożoną strukturę filamentową w wewnętrznych częściach galaktyki oraz pierścień gorącej plazmy położony w odległości 13 kpc od jądra , związany z istnieniem rozchodzącej się fali uderzeniowej, która jest świadectwem wcześniejszej fazy silnej aktywności tej radiogalaktyki.
Aktywność jądra galaktyki wywołana jest istnieniem centralnej czarnej dziury, której masę 6,6×109 M☉ wyznaczono w oparciu o obserwacje teleskopu Gemini North na Hawajach. Jest to jedna z najmasywniejszych czarnych dziur jakie zostały odkryte. Z pomiarów rozkładu jasności galaktyki wynika, że czarna dziura jest przesunięta o 71 lat świetlnych od środka galaktyki. Przyczyna tego zjawiska nie jest znana. 10 kwietnia 2019 naukowcy z programu EHT opublikowali jej obraz, który był pierwszym obrazem czarnej dziury w historii.

## Gromady kuliste
Badania galaktyki Panna A prowadzone przy użyciu Kosmicznego Teleskopu Hubble’a wykazały, że posiada ona znacznie większą liczbę gromad kulistych niż przewidywano. Odkryto również olbrzymią liczbę gromad kulistych w galaktykach karłowatych, znajdujących się w odległości do 3 milionów lat świetlnych od Messier 87, przy równoczesnym ich braku lub znikomej liczbie w galaktykach znajdujących się do 130 000 lat świetlnych.
Panna A posiada trzy razy więcej gromad kulistych wykazujących niedobór metali (na przykład żelaza) niż w nie bogatych. Ponieważ gromady kuliste ubogie w metale są typowe dla galaktyk karłowatych, odkrycie to sugeruje, że gromady ubogie w metale pochodzą z pobliskich galaktyk karłowatych.